# Barrskogsförnamal
Barrskogsförnamal, Hypatopa binotella är en fjärilsart som först beskrevs av Carl Peter Thunberg 1794.  Barrskogsförnamal ingår i släktet Hypatopa, och familjen förnamalar, Blastobasidae. Arten är reproducerande i Sverige.